# سي دي دراما
سي دي دراما أو دراما سي دي (بالإنجليزية: CD Drama)‏، في الأنمي هي مجموعة ملفات صوتيّة تُجمع في قرص مضغوط واحد أو أكثر، تُعتبر إحدى وسائط مُسلسلات الأنمي، حيث تتحدث الشخصيات في الأنمي الرئيسي في مادة صوتيّة من دون عرض أي مقاطع أو مشاهد بصريّة مع إضافة بعض الأصوات التأثيرية مثل صوت الرياح وأبواق السيارات بحسب سيناريو القصة، عادةً ما يؤدي دور الشخصيّات مؤدو الأصوات نفسهم في المُسلسل الرئيسي، وأحياناً ما يكون هدف السي دي دراما هو نقل الأحداث التي حصلت ما بيّن أجزاء المُسلسل، أو إضافة أي معلومات، أو سرد القصص والمواقف من قِبل الشخصيات.